# شاچا (استان کوستروما)
شاچا (انگلیسی: Shacha) یک رودخانه در استان کوسترومای کشور روسیه است.